# Kabona
 (mai 2014).
Kabona est un village de la République démocratique du Congo qui se situe dans la chefferie de Walendu Bindi, dans le district de l'Ituri.